# Viaggio in India
Viaggio in India (Shaere zobale-ha) è un film del 2006 diretto da Mohsen Makhmalbaf.

## Trama
Una coppia di giovani iraniani parte alla ricerca dell'uomo "perfetto", su consiglio di un maestro di meditazione. L'impatto con la realtà indiana li renderà vulnerabili psichicamente, fino all'incontro con un tedesco trapiantatosi volontariamente a vivere a Varanasi e alle visioni dei fedeli hindu sulle sponde del Gange, delle cremazioni, dei sadhu, dei bambini, degli animali.